# Andy Caldecott
Andy Caldecott (1964. augusztus 10. – 2006. január 9.) ausztrál motorversenyző.
2004-ben vett részt először a Dakar-ralin; első versenyén azonban nem ért célba. A 2005-ös viadalon a hatodik helyen végzett.
Egy baleset miatt úgy döntött visszavonul a versenyzéstől, azonban a Repsol KTM csapata hetekkel a 2006-os Dakar előtt felkereste, hogy szerepelne-e a versenyen a sérült Jordi Duran helyén. Andy rajthoz állt a versenyen. A harmadik szakaszt meg is nyerte és az összetett tizedik helyén állt. Január 9-én, a kilencedik szakaszon, Nuakchott és Kiffa között elesett. Miután a rendezők felfedezték a balesetet azonnal mentőhelikoptert küldtek a helyszínre, az orvosok azonban már nem tudtak segíteni rajta és csak a halál beálltát tudták megállapítani.
Andy házas volt. Felesége, Tracey épp második gyermeküket várta a baleset idején.